# Gloria Grahame
Gloria Hallward (ur. 28 listopada 1923 w Los Angeles, zm. 5 października 1981 w Nowym Jorku) – amerykańska aktorka, laureatka Oscara za rolę drugoplanową w filmie Piękny i zły.

## Życiorys
Grahame urodziła się w Los Angeles jako Gloria Hallward. Reginald Michael Bloxam Hallward, jej ojciec był architektem, a jej matka, Jeanne McDougall, która korzystała z pseudonimu Jean Grahame, była brytyjską aktorką teatralną i nauczycielką aktorstwa. Starsza siostra Glorii, Joy Hallward (1911–2003), to również aktorka, oraz żona brata Roberta Mitchuma. McDougall kształciła swoją młodszą córkę w czasie jej dzieciństwa i dorastania.
Grahame podpisała umowę ze studiem filmowym MGM, po tym gdy Louis B. Mayer zauważył jej występ na Broadwayu.
Zadebiutowała w filmie Blonde Fever (1944). W 1946 roku wystąpiła w filmie Franka Capry To wspaniałe życie. MGM nie był w stanie rozwinąć jej potencjału jako gwiazda i jej umowa została sprzedana RKO Radio Pictures w 1947 roku.
Grahame była często obsadzana w filmach noir jako nadszarpnięta piękność z nieodpartym urokiem seksualnym. W tym czasie zagrała w kilku hollywoodzkich filmach. Otrzymała również swoją pierwszą nominację do Oscara dla najlepszej aktorki drugoplanowej za Krzyżowy ogień (1947).
Następnie wystąpiła u boku Humphreya Bogarta w filmie Pustka z roku 1950, w obrazie, który zdobył dla niej znaczne uznanie. Powróciła do studia MGM, by wystąpić w filmie Piękny i zły, który przyniósł jej Oscara dla najlepszej aktorki drugoplanowej.
Kariera aktorki zaczęła zanikać po jej występie w musicalu Oklahoma! (1955). Po nieudanej operacji plastycznej nastąpił u niej paraliż warg. Jednakże aktorka powróciła do pracy w teatrze oraz do epizodycznych występów w serialach telewizyjnych.
Grahame ma swoją gwiazdę w Hollywood Walk of Fame, znajdującą się przy 6522 Hollywood Boulevard. Została pochowana na cmentarzu Oakwood Memorial Park Cemetery w Los Angeles.

## Życie prywatne
Jej związek z Anthonym, pasierbem Nicholasa Raya, wywołał skandal w Hollywood. 14-letni chłopak został nakryty in flagranti przez ówczesnego męża Glorii Grahame. Anthony był ostatnim, czwartym mężem aktorki.
W 2017 powstał film Gwiazdy nie umierają w Liverpoolu, przedstawiający życie Glorii Grahame i jej ostatni związek z aktorem Peterem Turnerem, znacznie od niej młodszym i wspierającym ją w chorobie.

## Filmografia
Filmy fabularne

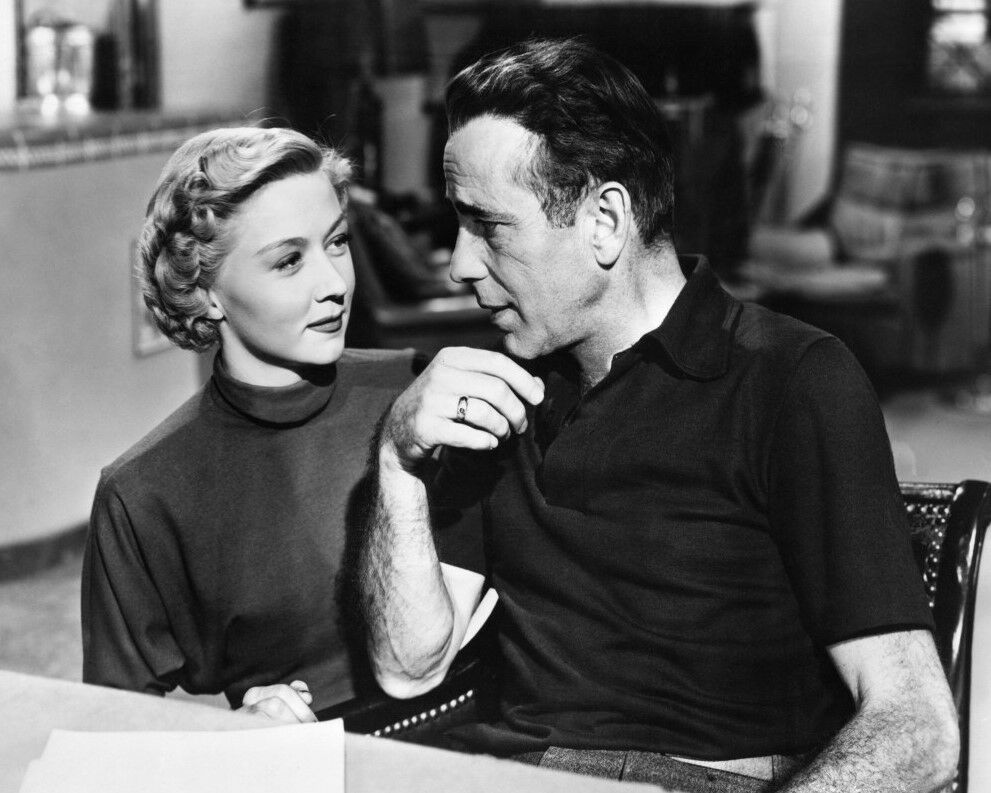
Gloria Grahame i Humphrey Bogart w filmie Pustka (1950)

- 1944: My Heart Tells Me (niewymieniona w czołówce)
- 1944: Polka Dot Polka jako Ładna dziewczyna (niewymieniona w czołówce)
- 1944: Blonde Fever jako Sally Murfin
- 1945: Without Love jako Kwiaciarka
- 1946: To wspaniałe życie (It’s a Wonderful Life) jako Violet Bick
- 1947: It Happened in Brooklyn jako pielęgniarka
- 1947: Krzyżowy ogień (Crossfire) jako Ginny
- 1947: Pieśń mordercy (Song of the Thin Man) jako Fran Ledue Page
- 1947: Merton of the Movies jako Beulah Baxter
- 1949: Tajemnica kobiety (A Woman’s Secret) jako Susan Caldwell / Estrellita
- 1949: Roughshod jako Mary Wells
- 1950: Pustka (In a Lonely Place) jako Laurel Gray
- 1952: Największe widowisko świata (The Greatest Show on Earth) jako Angel
- 1952: Macao jako Margie
- 1952: Sudden Fear jako Irene Neves
- 1952: Piękny i zły (The Bad and the Beautiful) jako Rosemary Bartlow
- 1953: The Glass Wall jako Maggie Summers
- 1953: Man on a Tightrope jako Zama Cernik
- 1953: Bannion (The Big Heat) jako Debby Marsh
- 1953: Prisoners of the Casbah jako księżniczka Nadja / Yasmin
- 1954: The Good Die Young jako Denise Blaine
- 1954: Bestia ludzka (Human Desire) jako Vicki Buckley
- 1954: Nagie alibi (Naked Alibi) jako Marianna
- 1955: Pajęczyna (The Cobweb) jako Karen McIver
- 1955: Za wszelką cenę (Not as a Stranger) jako Harriet Lang
- 1955: Oklahoma! jako Ado Annie Carnes
- 1956: Człowiek, którego nie było (The Man Who Never Was) jako Lucy Sherwood
- 1957: Ride Out for Revenge jako Amy Porter
- 1959: Odds Against Tomorrow jako Helen
- 1966: Noc odwetu (Ride Beyond Vengeance) jako Bonnie Shelley
- 1970: The Merry Wives of Windsor jako Mistress Page
- 1971: Blood and Lace jako pani Deere
- 1971: Escape jako Evelyn Harrison
- 1971: The Todd Killings jako pani Roy
- 1971: Black Noon jako Bethia
- 1971: Chandler jako Selma
- 1972: The Loners jako Annabelle
- 1973: Tarot jako Natalie
- 1974: The Girl on the Late, Late Show jako Carolyn Porter
- 1974: Mama’s Dirty Girls jako mama Love
- 1976: Mansion of the Doomed jako Katherine
- 1978: The Dancing Princesses jako Czarownica
- 1979: Napad (A Nightingale Sang in Berkeley Square) jako Ma
- 1979: Head Over Heels jako Clara
- 1980: Melvin i Howard (Melvin and Howard) jako pani Sisk
- 1981: Mr. Griffin and Me jako Mara Emerson
- 1981: The Nesting jako Florinda Costello

Seriale telewizyjne
- 1961: General Electric Theater jako Elena Carlisle
- 1961: Harrigan and Son jako Lee Ann Fondan
- 1961: The New Breed jako pielęgniarka Nora Springer
- 1962: Sam Benedict jako Rita Bain
- 1964: Grindl jako Olive York
- 1964: The Outer Limits jako Florinda Patten
- 1964: The Fugitive jako Dorina Pruitt
- 1964–1965: Prawo Burke’a (Burke’s Law) jako Doris Landers / Helen Dekker
- 1967: The Iron Horse jako Rita Talbot
- 1969: Then Came Bronson jako Charlene Braden
- 1970: Daniel Boone jako Molly
- 1970: The Name of the Game jako madame Noh
- 1970: Mannix jako Mae
- 1976: Pogoda dla bogaczy (Rich Man, Poor Man) jako Sue Prescott
- 1977: Siódma aleja (Seventh Avenue) jako Moll
- 1977: Kojak jako Helen
- 1980–1984: Tales of the Unexpected jako Gladys / Olivia

## Nagrody
- Nagroda Akademii Filmowej Najlepsza aktorka drugoplanowa: 1953 Piękny i zły